# フェルディナンド・マゼラン
フェルディナンド・マゼラン（英語: Ferdinand Magellan, 1480年 - 1521年4月27日）は、大航海時代のポルトガル出身のスペインの航海者、探検家。
1519年に始まる航海でスペイン帝国の艦隊を率いた。マゼラン自身は航海半ばの1521年に亡くなったが、部下のスペイン人フアン・セバスティアン・エルカーノが艦隊の指揮を引き継ぎ、1522年に史上初となる世界周航を達成した。

## 名前
ポルトガル語名（本名）はフェルナン・デ・マガリャンイス（Fernão de Magalhães [fɨɾˈnɐ̃w̃ dɨ mɐɣɐˈʎɐ̃j̃ʃ]）。スペイン語（カスティーリャ語）名はフェルナンド・デ・マガリャネス（Fernando de Magallanes [ferˈnando ðe maɣaˈʎanes]、名はエルナンド Hernando [erˈnando] とも）。スペイン語圏・ポルトガル語圏以外の多くの国では Magellan と綴るのが一般的である。
英語名 Ferdinand Magellan ([ˈfəːrdɨˌnænd məˈgɛlən, məˈdʒɛlən]) の発音は「マゲラン」「マジェラン」だが、日本語では慣用的に「マゼラン」と呼びならわしている。この項における呼称も「マゼラン」で統一する。

## 概要

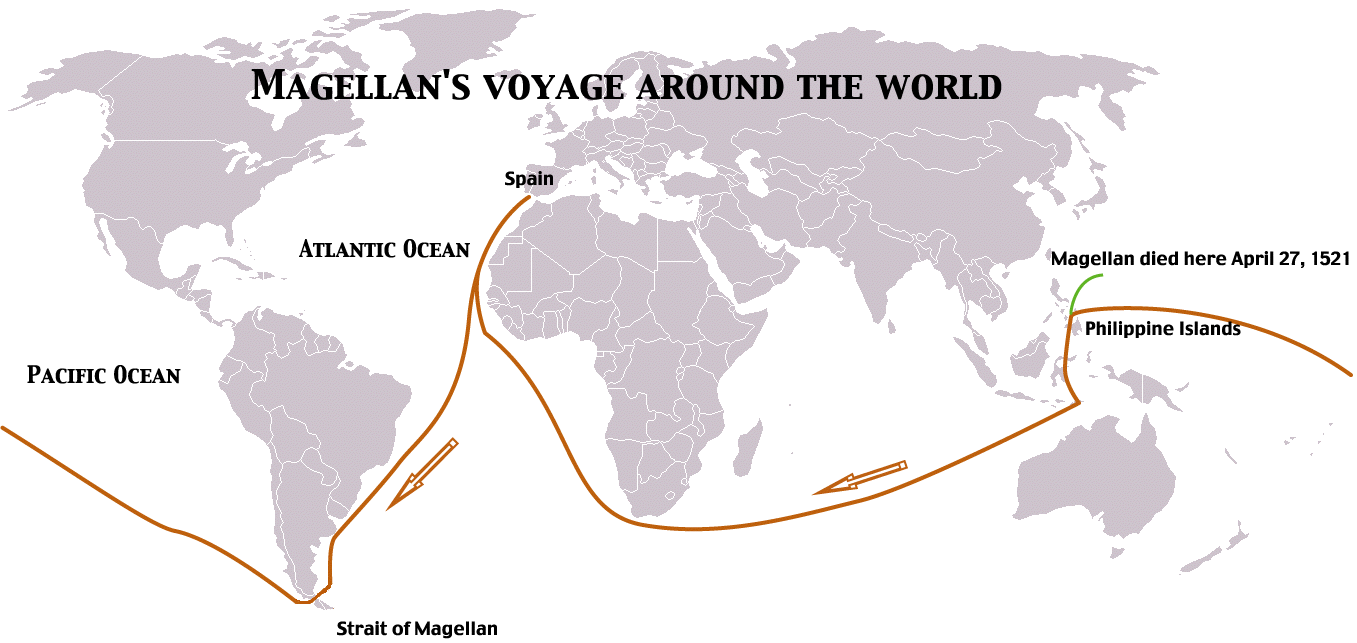
マゼラン艦隊の航路

マゼランはヨーロッパから東洋の香料諸島（モルッカ諸島）への西回りでの渡航ルート発見を目指して旅立ったポルトガル人航海者である。1519年スペイン王の信任を得てスペイン船5隻の艦隊を率いてスペイン・セビリアを出発したマゼランは南アメリカ大陸南端のマゼラン海峡を発見して太平洋に到達し、マゼランは途中1521年フィリピンで戦死したが、残された艦隊が1522年に史上初めての世界一周を達成した。
マゼラン自身は世界一周を成し遂げてはいないものの、人類初の世界一周航海(周航)を達成した艦隊は「マゼランの艦隊」として後世に名を残している。マゼラン海峡のほか大マゼラン雲・小マゼラン雲、マゼランペンギン、宇宙探査機マゼラン、小惑星(4055) Magellanなど多くの物が航海者マゼランの名にちなんで名付けられ、また南米パタゴニアや太平洋の名はマゼランが名付けたとされる。マゼランの功績は太平洋の広大さの発見により地球の概ねの大きさを示し、世界の地誌の確立に大きく貢献したことである。

## 世界周航まで

### 前歴
1519年までのマゼランの記録は確かなものは少なく確実なことはあまり分かっていないが、1480年ごろにポルトガル北部ミーニョ地方ポルト近郊ポンテ・ダ・バルカの下級貴族である父ルイ・マガリャンイスと母アルダ・デ・メスキータの間に生まれたとされている。1492年、王妃レオノール・デ・ヴィゼウの小姓としてポルトガル宮廷に入る。このポルトガル宮廷小姓時代にクリストファー・コロンブスの新世界発見やバスコ・ダ・ガマのインド航路発見の業績を知ることになり航海への関心を深めたと言われる。
バスコ・ダ・ガマのインド航路発見を受けて1500年からポルトガルは次々にインド洋へ艦隊を送り出すが、1505年インド洋の覇権をポルトガルの物にするべくフランシスコ・デ・アルメイダの20隻の艦隊がポルトガルを出発した。このアルメイダの艦隊に25歳のマゼランは希望して加わり、これがマゼランの初の航海となった。マゼランの最初の地位は代理士官であり、貴族とはいえ下級貴族出身のマゼランは船室は一般船員と同じ待遇であった。同じ艦隊には弟ディエゴと従兄弟のフランシスコ・セラーンが加わっていたが、セラーンは後にマゼランの世界周航西ルート開拓の動機に関わることになる。アルメイダの艦隊は最初に東アフリカのイスラム勢力の排除にかかり、マゼランは2年3ヶ月ほど東アフリカのポルトガル拠点の構築に働いている。その働きで指揮官の1人ペレイラに認められ副舵手に抜擢され、戦士としてまた船乗りとして経験を積んでいる。こののちマゼランはインドのコチンに行くことになるが、その海域でイスラム勢力とポルトガルは雌雄を決することになり、1509年2月3日ディウ沖でおきたポルトガル艦隊19隻とイスラム船200隻の海戦でポルトガルは勝利しインド洋でのポルトガルの覇権を確立する（ディーウ沖の海戦）。この戦いでマゼランは5ヶ月コチンの病院に入院するほどの重傷を負っている。
1509年9月、回復したマゼランはペレイラ率いるマラッカ遠征に加わった。この時点でポルトガルは胡椒を除く多くの香料の産地がインドではなく香料諸島であること、ライバルであるスペインが西回りルートでの東洋航路を模索していることなどを把握し早期の香料諸島の覇権を急ぎ、まずは香料諸島への重要な中継拠点であるマラッカの確保に乗り出した。しかしポルトガルにとって最初のマラッカ遠征であるペレイラの艦隊はマラッカ王の策略によって大敗する。この敗戦のなかでマゼランは水際で戦い危うい状況であった従兄弟セラーンをボートで救う活躍をしている。ポルトガルの最初のマラッカ遠征は失敗に終るものの、遠征中の業績によってマゼランは船長の位を授かることになる。家柄で地位が決まることの多い中世で、下級貴族出身ながら見習い士官から船長の地位にまで上ったマゼランの船乗りあるいは戦士としての能力は相当に高かったものと想像されている。
インドの沿岸拠点の支配を固めたポルトガルは1511年4月、再度マラッカに大艦隊を送りこれを制圧する。このポルトガルのマラッカ制圧戦の功績でマゼランは指揮する大型のカラベラ船の1隻と個人的な奴隷（マラッカのエンリケ）を与えられた。引き続いて、ポルトガルは香料諸島への遠征隊を派遣する。この香料諸島遠征隊にはマゼランは参加していなかったものの従兄弟のセラーンが参加している。

#### セラーン
マゼランの従兄弟であり、同じ東洋派遣部隊の将校であるフランシスコ・セラーンはポルトガルの最初の香料諸島遠征に参加したが、艦隊は途中で遭難。セラーンは孤立しながらも通りかかった中国のジャンク船を奪い香料諸島に到達する。セラーンは香料諸島において島の一つテルナテの王の軍事顧問のような役割をはたし、王の重臣として高い地位と裕福な生活を手に入れる。セラーンは香料諸島に王につぐ地位を持ち滞在しながら、ポルトガルやマゼラン宛に手紙を書き報告している、マゼランにあてた手紙でセラーンは「香料諸島がうわさ通り豊富な香料を産する」ことと、「テルナテ王のポルトガルへの好意とポルトガル側の香料諸島確保の意思の一致にもかかわらず、ポルトガルの支配がまだ確立できていない」ことを知らせ、そして
とマゼランに書き送っている。セラーンの手紙によって香料諸島の事情を知ったマゼランだが、これはのちにマゼランがスペイン王の元で西回りの香料諸島渡航ルート開拓を志願する動機の一つとなっている。セラーンはこの後、マゼランがスペインから西回りの東洋航路発見の航海についている間に香料諸島の王の1人ティドーレ王にテルナテ王と共に計略で毒殺されている。ポルトガル人マゼランを失ったスペインのマゼラン艦隊が香料諸島にたどり着いたとき、セラーン及びテルテナ国王は8ヶ月前にすでに毒殺されており、マゼラン艦隊は香料諸島の別の島の王であるティドーレ王のもとで厚遇を得る。
1511年のマラッカ制圧の後、1年半ほどはマゼランが何をしていたのかは記録はない。おそらくはマラッカ周辺海域の哨戒任務についていたのではないかと推測されている。マゼランは1513年1月に帰国するが、帰国した訳も分かっていない。およそ8年の東洋艦隊勤務で船乗りとしても戦士としても十分な経験を積んでの帰国であった。

### 1513年のポルトガルの情勢
バスコ・ダ・ガマが初めて喜望峰回りのインド航路を開いた1499年からマゼランが帰国した1513年までのわずか14年の間にポルトガルは安定したインドへの航海ルートを確立していた。マゼランが8年の勤務を終え帰国したポルトガルは香料貿易が栄え、16世紀まで香料貿易を独占していたヴェネツィアからその地位を奪い大海洋国(ポルトガル海上帝国)としての地位を固めていた。香料貿易を独占し遠洋貿易を独占する勢いのポルトガルにはヨーロッパ中の有力商人とくにイタリア商人とドイツ商人とが取引を希望してその商権を争う状態であった。ドイツの大商人であるフガー商会はその代理人としてクリストバル・アロをリスボンにおいていた。クリストバル・アロは優れた商人であり、バスコ・ダ・ガマの喜望峰回りのインド航路発見以前、コロンブスの新世界発見の直後から西回りでのアジアへの航海ルート探索に関心を持っていた。アロはポルトガルが開拓している喜望峰回りでの東洋交易の詳細も把握し、インド交易に多額の投資を行うのに加え、アロは自身がスポンサーとなり西回りの東洋交易ルート開拓の探検隊を派遣するまでになっている。しかし、アロはイタリア人商人の中傷によってポルトガル王マヌエルの信任を失い、1516年スペインに活動の場を移す。アロは後に1519年からのマゼランの世界周航に大きな役割をはたすことになる。

### マゼランの北アフリカ遠征
1513年にポルトガルに帰国したマゼランがその後何をしていたのかは記録が少なくよくはわかっていないが、帰国後ほどなく1513年8月にはポルトガルの北アフリカ征服の一環であるモロッコのアザムール攻略に参加し、最前線で戦士として戦い戦傷を受け右足が不自由になっている。後年の研究者はマゼランは騎士として正々堂々とした戦闘を好む性格であったのであろうと推測している。こののちマゼランは鹵獲品管理担当将校になるが、鹵獲品管理担当将校という役職は私腹を肥やすことが可能な役職であったためにマゼランは言われ無き中傷と嫉妬にさらされ、鹵獲品の横流しで私腹を肥やしたとあらぬ疑いをかけられている。鹵獲品の横流しの汚名を着せられたマゼランは無断で帰国、ポルトガル王マヌエルに無実を訴え、香料諸島への派遣を直訴するが、王はこれを無視し、モロッコへ戻るよう命令する。一旦、北アフリカに戻されたマゼランは疑惑がうやむやの内にポルトガルに帰国する。後年の研究者達はマゼランの性格と行動からマゼランへの汚職の告発はおそらくは冤罪であろうと推測している。

### ポルトガル宮廷を去る
1515年、北アフリカ遠征から帰ったマゼランはポルトガル王マヌエルに謁見し、その後ポルトガル宮廷を去っている。マゼランがポルトガル宮廷を去った詳細や理由についての確実な資料はないが、通説では、マゼランはポルトガル王に2つの依頼をし、拒絶されたからだと推測している。1つ目の依頼は2度も大怪我をした勤務の功績に対しての月俸の増額である。しかしマゼランが求めた増額の幅はわずかなものであり銀貨1枚分に過ぎず、これは金銭欲からの要求というよりも月俸に宮廷での地位と名誉が象徴される現状で自分の功績を認めて欲しかったからだとされている。ポルトガル王はこれを拒否する。続いて2つ目の依頼としてマゼランは東洋へ派遣される船の指揮を任せてくれることを求める。しかし、これもポルトガル王に拒絶される。通説では、ポルトガル王マヌエルとマゼランはマゼランの小姓時代から馬が合わなかったとも、謁見の際のマゼランの態度が当時の宮廷世界での慣わしに沿っていなかったからだとも言われる。あるいはマゼランがセラーンから得た情報で香料諸島はトルデシリャス条約（後記のトルデシリャス条約を参照）によってポルトガルではなくスペインの領域にあるとの認識を持っていたからだとも言われる。

### 1515年スペインの情勢

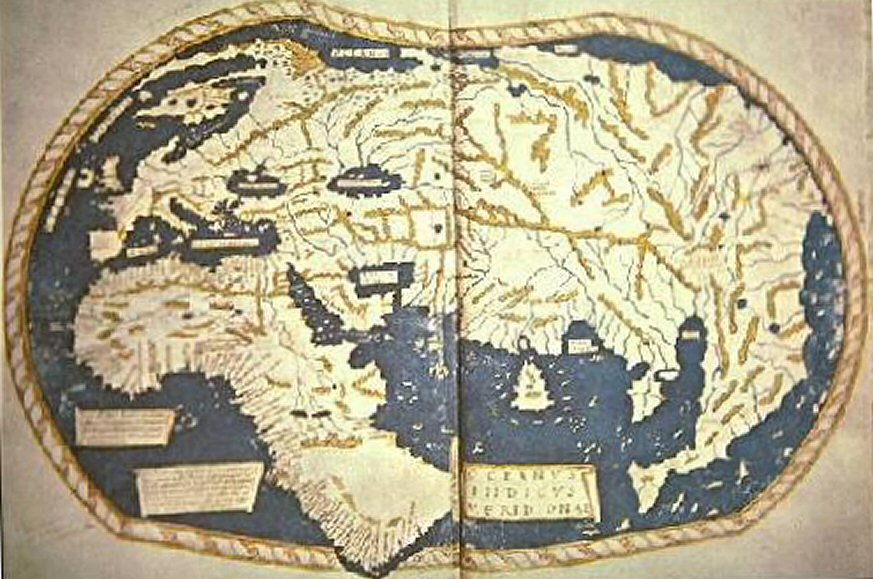
マルテルス図 (1490年) 。コロンブスやマゼランの世界観に近い地図である。アメリカは独立した大陸ではなく、東アジア東端の大半島としてとらえられていた

マゼランがポルトガル宮廷を去った当時のスペインはすでに西回り航路の開拓に重大な関心を持ち、幾多の艦隊を西回りでのアジア航路の開拓の為に派遣していた。ポルトガルが喜望峰まわり（東回り）のインド航路を固めて大きな利益を上げていたのに比べ、東洋貿易の拠点を持たなかったスペインが西回り航路に寄せる期待は大きかった。西回りでのアジア航路開拓は決してマゼランが最初に思いついたわけではなく、1492年のコロンブスの航海がスペインの支援の下に行われたように、マゼランの初航海以前からのスペインの国家的関心事であったとも言える。コロンブス自身が最後まで自分がたどり着いたアメリカをアジアの一部だと思い込んでいたように、西回りでアジアに到達できるということはすでに既定のこととされていた。当時はアメリカは東アジア東端の大半島だと思われていた。しかし、東アジア東端の大半島から、インドあるいは香料諸島へ繋がる海峡は幾多の探検隊も発見することができないままであった。マゼランがポルトガル王宮を去ったのと同じ1515年、スペイン王フェルナンドはフアン・ディアス・デ・ソリスの探検隊を南アメリカに派遣、ソリスはアルゼンチンのラ・プラタ川河口までたどり着いている。

### フォンセカとアロ
当時、スペインの外洋航海を仕切っていたスペイン宮廷の実力者にロドリゲス・デ・フォンセカという貴族がいた。フォンセカはスペインの植民地の貿易や殖民などの業務を担当する通商院の事実上の最高責任者であり、コロンブスの2回目の航海の準備も担当した人物であった。そのフォンセカの関心事はポルトガルの影響下にない東洋への航路開拓にあった。そのフォンセカに前述の商人アロ（ポルトガルでの地位を失いスペインに移動していた）が接近し、ソリスの後継となる航海者を探していた。フォンセカとアロが最初に見出した者はエステヴァン・ゴメスというポルトガルの熟練の航海者であった。この当時はポルトガル人の航海技術はスペイン人のそれを上回っていて、スペインとポルトガルはライバルにもかかわらずスペインにはポルトガルの航海者が多数雇われていた。

### トルデシリャス条約
コロンブスの発見でスペインはアメリカとアフリカのほぼ中間の子午線より西の新しく発見した土地をスペイン領とするローマ教皇の勅旨を得た。南北アメリカ大陸をすべてスペイン領とするものである（ただし、当時はアジア大陸東端の大半島と思われていた）これにポルトガルはただちに反発。交渉の結果、ヴェルデ岬諸島の西370レグアを通る西経46度37分にあたる子午線をスペイン・ポルトガル領の境とするトルデシリャス条約が1494年に結ばれた。この結果、ブラジルはポルトガル領、ブラジル以外の南北アメリカはスペイン領となったのだが、トルデシリャス条約によるスペイン・ポルトガルを分ける子午線が地球の裏、アジア側ではどこを通っているかは定かにはなっていなかった。当時スペインとポルトガルはライバルとして激しく競っていたが、同時に両国は隣国でもあり、両国の国王は親戚関係でもあり、トルデシリャス条約による領土の取り決めには敏感であった。
フォンセカとアロが西回りの航海者として見出したエステヴァン・ゴメスは優秀な航海者であったが、トルデシリャス条約に関わるような微妙な政治情勢には疎く、ゴメスの渡航計画ではフェルナンド王の後を継いだスペイン王・カルロス1世（後の神聖ローマ帝国皇帝・カール5世）を政治的に安心させること（すなわちポルトガルの領分を侵さないということ）ができず、ゴメスを指揮者として艦隊を派遣するフォンセカとアロの計画は頓挫する。
ゴメスを指揮者として艦隊を派遣するフォンセカとアロの計画が頓挫するのと相前後して、セビリアでスペイン王に仕えていたポルトガル人デュアルテ・バルボーザはスペインの関心事が西回りでの香料諸島到達であることを知り、ポルトガルで失意の元にある古い友人であるマゼランに白羽の矢を立てる。セラーンの手紙によってもとより香料諸島への渡航を希望していたマゼランは、盟友である天文学者ルイ・デ・ファレイロの同行を条件にデュアルテ・バルボーザの誘いに乗ることになる。1517年のことである。また、マゼランはデュアルテ・バルボーザの妹ベアトリスを妻にむかえている。

### マゼランの任命
ゴメスで失敗したフォンセカとアロはデュアルテ・バルボーザの推薦するマゼランの存在を知り、ただちにマゼランを新たな探検隊の指揮官に推すことに決め、マゼランはカルロス1世の謁見を得て、その航海の計画を説明することになる。
スペイン王に謁見したマゼランは、自分の西回りでの香料諸島への渡航計画について、大アジア半島の南に香料諸島・インドへ通じる海峡があること、東回りよりもはるかに航路の短い西回りルートはポルトガル人よりはるかに安いコストで香料を手に入れることができることを自信をもって説明する（実はマゼランの自信の根拠となるマルティン・ベハイムの世界観はまったくの誤りであった）。また従兄弟のセラーンの知らせでは香料諸島はマラッカのはるか東方であることを知らされていた（これも実際の距離よりも誇張されていたのだが）。その情報によって香料諸島がトルデシリャス条約で定められたスペインの領域内にあることも保障し、マゼランの自信を持った説明にスペイン王は納得し、マゼランに艦隊を預ける決断をするのであった。
スペインからみればライバル国のポルトガル人であるマゼランにスペイン王が艦隊を任せる決断をした背景にはフォンセカとアロという有力者の推薦があったことはたしかであろう。その推薦の見返りにフォンセカは自分の意に沿う者たちをマゼランの艦隊の幹部に据え、主導権を握ろうと画策する。それはマゼランの航海技術のみをもとめ、その艦隊を自分の統制下におき、利益はマゼランではなくフォンセカとアロで握ろうとしたものである。マゼランの盟友である天文学者ルイ・デ・ファレイロも艦隊から外され、これに反発したマゼランはスペイン王に交渉し自分の親族や自分の意に沿うポルトガル人を幹部に入れることに成功するが、しかし、それでも艦隊幹部の大半はフォンセカの息のかかった者たちであり、艦隊に同行し世界周航の記録を書いたアントニオ・ピガフェッタはその記録のなかでマゼランの指揮下の船長達は何故か最初からマゼランを憎んでいたと書いている。マゼランの母国ポルトガルでは、ポルトガル人のマゼランがポルトガルの利権を危うくするスペインの企画を指揮することに反発し、ポルトガルの駐スペイン大使はマゼランを説得や脅しを行い、果ては暗殺まで考え航海を止めさせようと試みる。また、ポルトガルはマゼランの航海を妨害しようと様々試みた。

### スポンサー・プロデューサーであるアロ

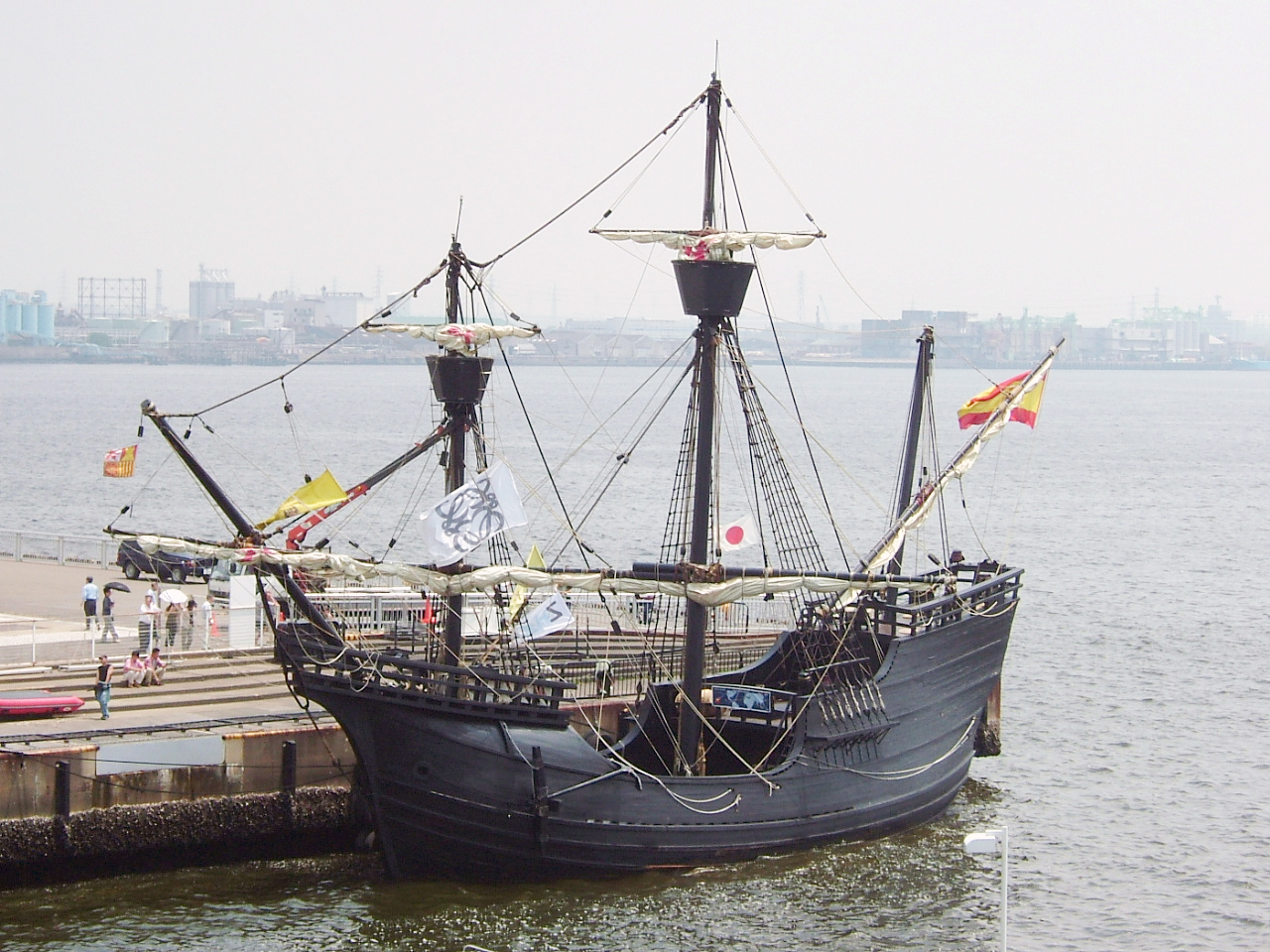
ビクトリア号の復元船　マゼラン艦隊のうち世界一周に成功した船

有能な商人であるアロは、マゼランが艦隊の指揮を執ることに決まると、資金調達に奔走する。結局は艦隊の費用の大半をアロとアロが代理を務めるフガー商会が出したと言われる。東洋交易に通じ、商務に長けたアロは船そのものの調達や艤装、艦隊の装備品、武器、食料、交易品などの調達をすべて指揮したと言われる。マゼランとアロが用意した船と装備品・物品のリストは明細で現在に残っている。艦隊は旗艦トリニダード号（110トン）以下、サン・アントニオ号（120トン）、コンセプシオン号（90トン）、ビクトリア号（85トン）、サンティアゴ号（74トン）の中古船５隻に人員は約270人、食料はたっぷり2年分を用意し、主食である航海用ビスケット（堅パン）は21万3800ポンド(約100トン)、塩漬牛肉7万2000ポンド（30トン強)、塩漬豚肉5万7000ポンド(約25トン)、エジプト豆1万80ポンド(5トン弱)、ほか塩漬魚、アンチョビ、干し豆、干しぶどう、干しイチジク、米、蜂蜜、ナッツなど。ワインも船員1人に一日に1パイントの割り当てで2年分の用意をしている。香料との交易品としては銅2万ポンド(10トン弱)、水銀2100ポンド(約1トン)、ドイツ製の小刀4800本、鏡1000個、鋏600個、櫛1500個、鈴1800個、水晶500ポンド、銅や真鍮の腕輪挿み4000個、釣り針1万本、色布1万束など。これらの選択は東洋の事情に通じたマゼランとアロの経験に基づいたものであり、東洋でとりわけ喜ばれるものであった。武器も大掛かりに積んでいる。5隻の大砲が合計で71門、火縄銃50挺、槍1000本、兜と甲冑100組、それぞれに360本の矢をつけた大弓60張などである。しかし、これを知ったポルトガルは妨害工作を行い、もともと極めて長期の航海になることが予定され大掛かりな準備が必要だったので当初の見込み以上に手間取り、当初の出発予定の1518年末はもちろん、1519年8月になっても準備は終らなかった。ついにしびれを切らしたスペイン王は1519年8月10日を出帆日と決め、準備が整っていなくとも出発するように命じた。

## 世界周航

### 出帆の時

1544年に書かれ17世紀前半まで5ヶ国語合計35版発行されたドイツ人ゼバスティアン・ミュンスターによる著作「Cosmographia」に掲載されているアメリカ図。ブラジルはCanibali「食人国」。パタゴニアはRegio Gigantum 「巨人国」とか書かれている。本図は1561年の版からの着色図である。

マゼランの艦隊は王の命令通り1519年8月10日にセビリアを出発する。しかし、準備が整っていない艦隊は120キロメートル先のサンルーカル・デ・バラメーダ港に留まって準備を終え、1519年9月20日にいよいよ航海に旅立つ。艦隊はカナリア諸島に立ち寄り、そこからマゼランは南に進路を取った。予定の航路は南西であり、南に向かうマゼランの指示は当初の計画からは外れていたが、これに、艦隊の総監察官でサン・アントニア号の船長でもあるスペイン人のフアン・デ・カルタヘナが異議を唱えた。マゼランはカルタヘナの異議を無視し、反抗的な態度を取ったカルタヘナを逮捕する。マゼランはサン・アントニオ号の船長にスペイン人の経理官アントニオ・デ・コカを一旦当てたがまもなく更迭し、ポルトガル人でマゼランの従兄弟のメスキータを任命する。やがて南西に進路を取った艦隊は12月13日、現在のリオ・デ・ジャネイロ地方に到着する。リオ・デ・ジャネイロ地方でマゼランたちは裸族トゥピナンパ族と出会う。ピガフェッタによるとトゥピナンパ族は人食いの習慣を持ち、男女ともに裸で恥部も隠さず、全身に着色し、オウムの羽で作った腰飾りを付け、男は下唇に穴を開けそこに顔飾りの石をはめ込んでいる。トゥピナンパ族は16世紀ではカニバリ（人食い族）と呼ばれる人々であったが、マゼランたちはトゥピナンパ族とは極めて友好的な交友を持ったようで、住民が多く参加するミサも2回行い（トゥピナンパ族がキリスト教を信仰したわけではない）、トゥピナンパ族はマゼランたちが長期滞在できるようにマゼランたちのための家も建てている。
ピガフェッタはトゥピナンパ族女性のあるエピソードを書き残している。

### パタゴニアと反乱

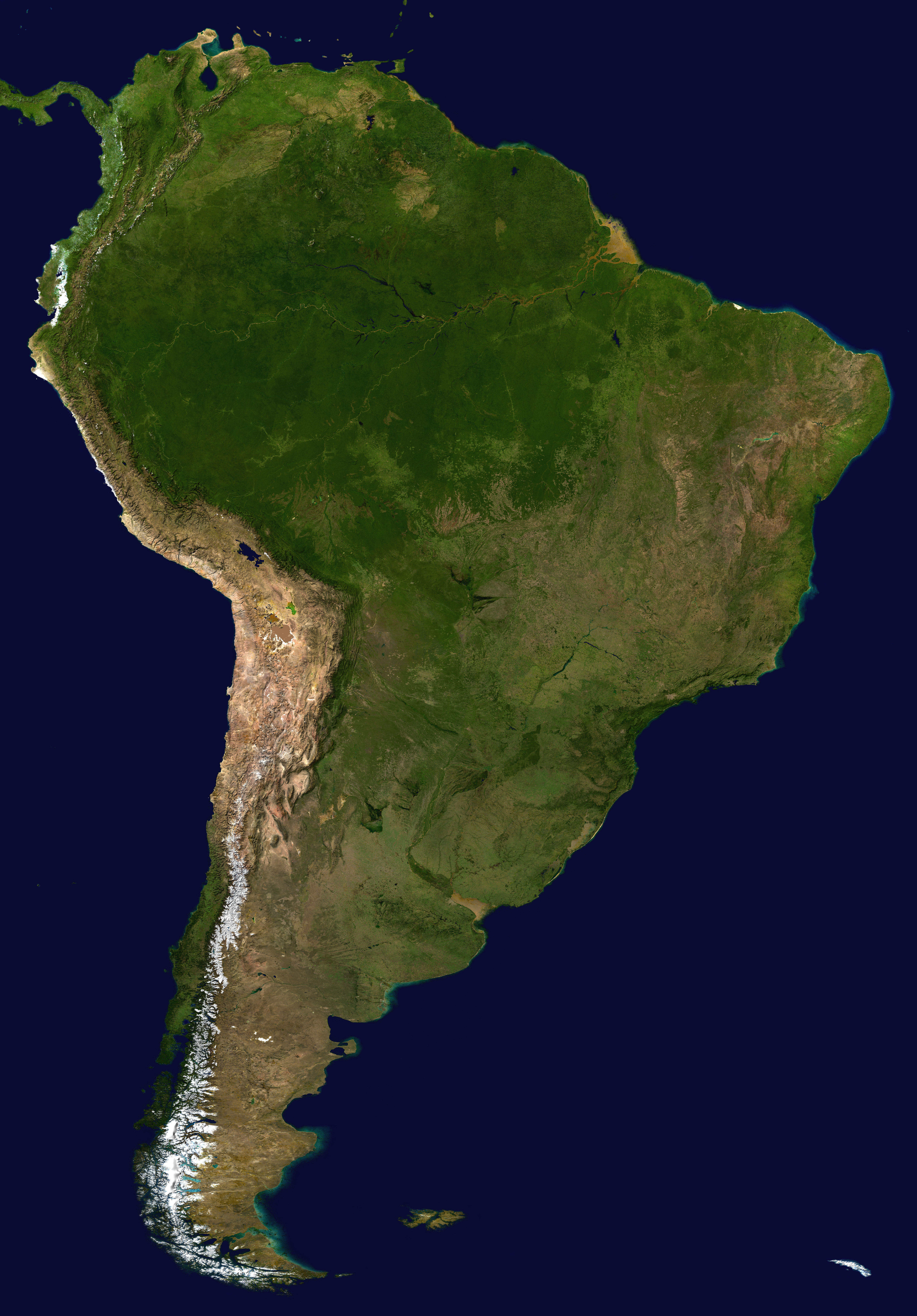
南アメリカ

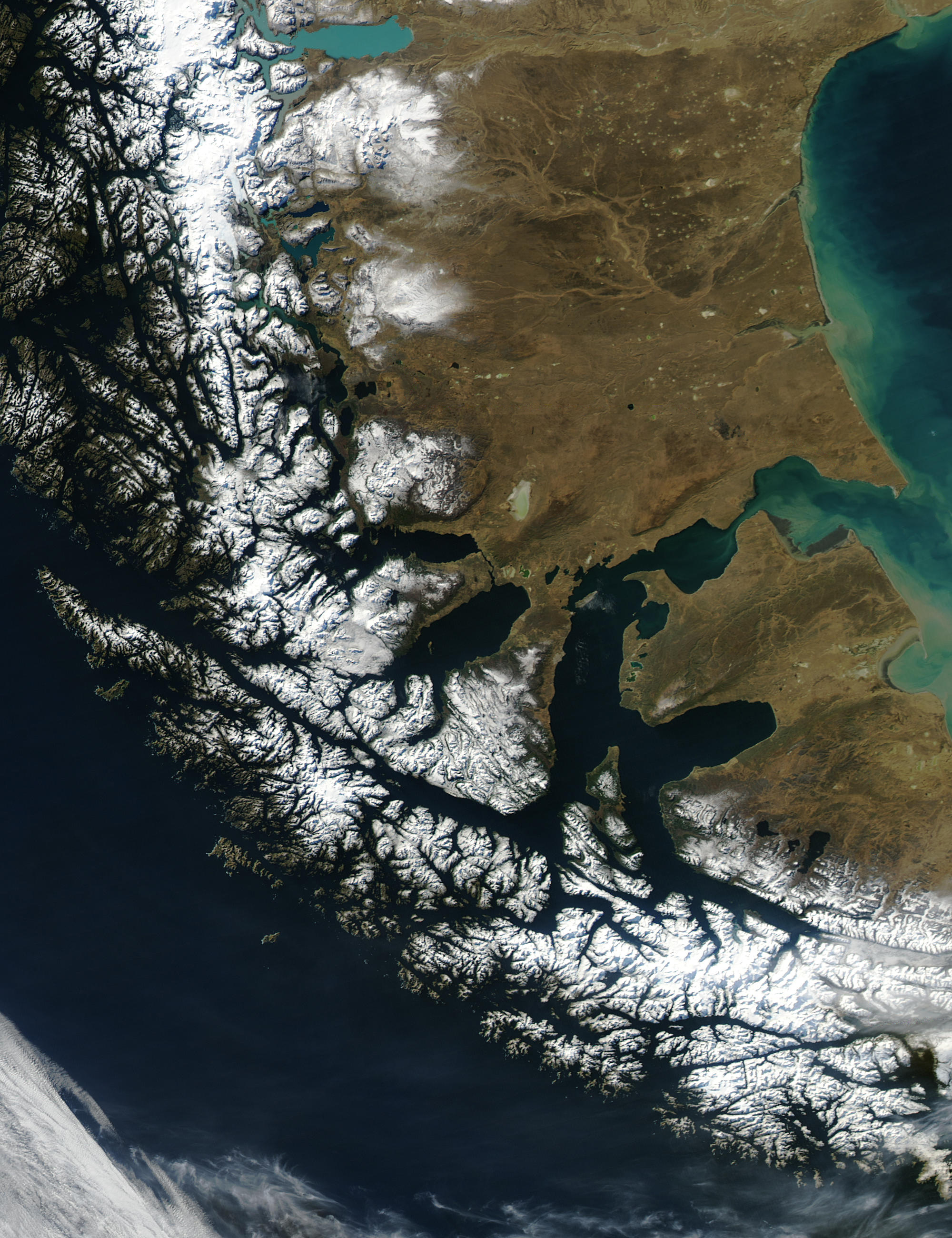
マゼラン海峡

リオ・デ・ジャネイロ地方を後にした艦隊は香料諸島へ通じる海峡を探して南アメリカ東岸を南下する。ソリスも探索しおそらくは海峡でなく川であろうと結論したラプラタ川をマゼランは探るがやはり海峡ではなく、さらに南下しパタゴニアのサン・フリワン湾に到達する。厳しいパタゴニアの冬を迎えしばらく停泊している艦隊にマゼランは食料の節約を命ずる。しかし、豊かで友好的な交流を持ったリオ・デ・ジャネイロ地方での良い経験に比べ厳しく寂しいパタゴニアでの停泊に船員達には不満がつのっていった。その雰囲気の中でスペイン人幹部が反乱を起こす。航海出発早々マゼランと衝突し逮捕された艦隊の総監察官でサン・アントニア号の元船長でもあるスペイン人カルタヘナは同じスペイン人のガスパル・デ・ケサーダが船長を務めるコンセプシオン号に囚われていたが、ケサーダおよびサン・アントニオ号の前船長のスペイン人コカと謀ってサン・アントニオ号を急襲、ポルトガル人船長メスキータを拘束し副長を殺してサン・アントニオ号を手中にする。さらにビクトリア号のスペイン人船長も加わって5隻の内3隻が反乱側に付く事態となった。しかしスペイン人幹部は反乱は起こしたもののスペイン王の信任で総司令官の地位にあるマゼランを完全に退けることも躊躇しているうちに、マゼランはすばやく反撃、ビクトリア号の船長を刺殺して反乱を制圧する。反乱の首謀者カルタヘナと加担した司祭は追放、ケサーダを斬首、その他反乱側は鎖につながれ船の補修作業に従事させ反乱を収めた。これ以降スペイン人はしぶしぶマゼランに従うが、マゼランへの反感は根強く残り、後にフィリピン・マクタン島でマゼランが敵の大軍に囲まれているときにスペイン人は救援を出さずマゼランを見殺しにすることになる。反乱を収めた後、停泊中のマゼランたちはピガフェッタが巨人と呼ぶ原住民に出会う。マゼランは彼らにパタゴンと名付けるが、これはパタゴニアの地名の由来となっている。
艦隊は1520年8月24日に航海を再開、香料諸島へ通じる海峡を探してさらに南下を続けるが、それまでの調査航行中にサンティアゴ号が難破して失われてしまった。
そして1520年10月21日、ついに西の海へと抜ける海峡を発見した。これは後にマゼランの名前をとってマゼラン海峡と呼ばれることになる。しかしマゼラン海峡を抜ける途中で艦隊最大の船であったサン・アントニオ号（エステバン・ゴメスが航海長である）がはぐれた。サン・アントニオ号の船長メスキータはあくまで艦隊を探し合流することを主張したが航海長ゴメスが反対して船長を拘束、艦隊に残る食料の多くを積んだまま、スペインに引き返し、1521年5月6日スペインに帰国した。艦隊は2年分積み込んだはずの食料が2重に領収する手違いもあってマゼラン海峡の途中時点で既に残り3ヶ月分しかなく、ゴメスはたった3ヶ月分の食料で未知の海洋に乗り込むことを恐れ反対したがマゼランに退けられてマゼランへの反抗心を持ち、サン・アントニオ号が艦隊とはぐれたことをきっかけにスペインへの帰国を主張したゴメスを乗組員も支持したものとされている。世界周航達成後にこのことを知ったピガフェッタはその背景にゴメスが一度は手にしそうになった艦隊の指揮権をマゼランに取られたことで憎しみを持っていたからだと推測している。
マゼランの艦隊がマゼラン海峡を進むと左側の島でおびただしい数の火が見えた。マゼランたちは艦隊を見つけたこの地方の住民がたがいに合図の烽火を上げているのだろうと推測している。しかし、マゼランたちは住人の姿は見ていない。このエピソードから後にティエラ・デル・フエゴ（火の島）と名付けられたこの島は人が住む世界最南端の地である。
ゴメスの反乱でサン・アントニオ号が勝手に帰国してしまい艦隊は3隻となってしまったが、そのことを知らないマゼランは海峡のなかでサン・アントニオ号が戻ってくるのを待つ。待っている間に海峡の前途に小艇を偵察に出すが、3日後に戻ってきた小艇は海峡を抜けたところに広大な海を見つけたと報告する。マゼランはついに大西洋から太平洋につながる航路を発見したのだった。ピガフェッタは「提督は喜びのあまりはらはらと涙を流し、水路の出口の岬を「待望の岬」と命名した-ピガフェッタ(2011)、p.49」と伝えている。やがてサン・アントニオ号の捜索をあきらめた艦隊は先に進み11月28日ついに太平洋に到達する。狭いが複雑に入り組んだ海峡を慎重に探りながら進んだことと、勝手に帰国したサン・アントニオ号をはぐれてしまったのだと思って待ち続けたことで海峡を抜けるのに1ヶ月以上もかかってしまった。

### 太平洋
太平洋に出たマゼランはしばらくはチリ沿岸に沿って北へ進みやがて北西に進路をとる。海面は穏やかであったが食料を補給できる島にめぐり合わなかった太平洋での航海をピガフェッタは次のように記録している。
太平洋の航海でマゼラン艦隊では19人の乗組員とブラジルで乗せたインディオ、パタゴニアで乗せたパタゴンが壊血病と栄養失調で死んでいる。トゥアモトゥ諸島やライン諸島の無人島をいくつか通り過ぎ、餓死寸前のマゼランの艦隊は1521年3月6日、マリアナ諸島のグアム島にたどり着いた。ピガフェッタによるとグアム島に着き、上陸の準備をしていた艦隊を島民の小船多数が取り巻き、さらに船に島民が忍び込んできて手当たり次第に装備品を盗んでいった。それに酷く立腹したマゼランは武装兵40人を上陸させ島民を7人殺害し家屋を40から50軒焼き払い、島にラドローネス諸島（Islas de los Ladrones 泥棒諸島）と名付けたとされる。トランシルヴァーノは曖昧な記述しかしていない。1521年3月9日泥棒諸島を後にした後、マゼランたちは1週間後の3月16日にフィリピン諸島に到達した。

### フィリピン諸島

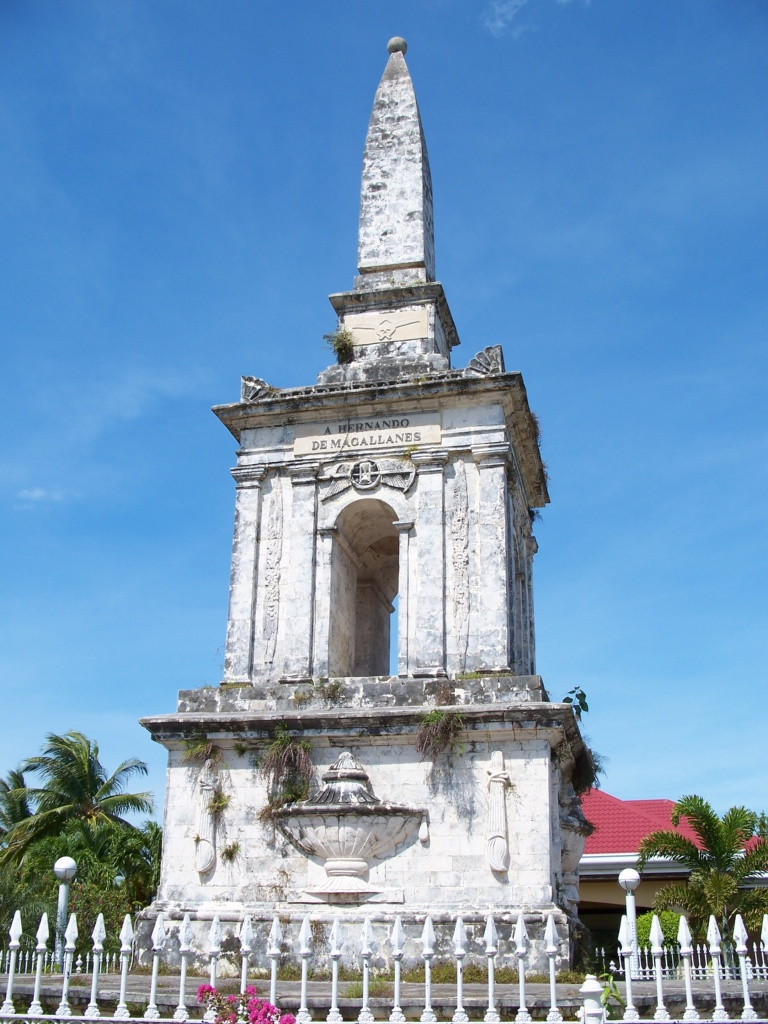
セブ、マクタン島の公園内にあるマゼラン廟

フィリピン諸島での最初の寄港地には安全な無人島（ホモンホン島）を選んだ。翌3月18日、初めてフィリピン人つまり近くのスルアン島の住人に出会うが、マゼラン達は出会ったフィリピン人を「ものの道理が分かる人」と評価している。つまり王の元での秩序ある社会を築き、文化を持っている人々とみなした。3月28日にはレイテ島付近で出会ったフィリピン人にマゼランの奴隷であるマレー人エンリケが試しに呼びかけるとマレー語で答えが返ってきた。マレー人と交流のある地域に達したのだった。この後、レイテ島南端沖のリマサワ島で王コランプに出会うが、コランプはマレー語に通じ、エンリケの通訳を介して会話が可能になったマゼランとコランプは親密になりコランプは食料、マゼランは赤と黄色のトルコ服、赤い帽などを贈りあう。マゼランとコランプはリマサワ島でフィリピン最初のミサをあげ十字架を立てている。さらにコランプは艦隊が補給をするのに最適な地としてセブ島を紹介し案内する。4月7日セブ島に達したマゼランはまずは大砲を撃ってセブ島民を驚かせ、上陸したマゼランはセブ王ラジャ・フマボンが付近の王（首長）たちの中でも有力であることを見て熱心に布教を始める。マゼランが熱心に説くキリスト教の教えにセブ王をはじめ500人が洗礼を受けた。また、マゼランとセブ王は何度も抱き合うほど親しくもなり、このことに気を良くしたマゼランはセブ島周辺の王（首長）たちにもキリスト教への改宗と（先にキリスト教徒になった）セブ王への服従を要求するようになる。現地の政治情勢に到着したばかりのマゼランが首を突っ込んでしまった。

### マゼランの死
セブ島に3週間滞在しセブ王の王宮にもたびたび招かれ食料を補給し多くのセブ島民を改宗させたマゼランだが、何故か目的の香料諸島へ向かわず布教を続けている。セブ島民を改宗させたことで気をよくしたマゼランは強硬になり布教に当たって武力をちらつかせるようになっている。セブ島周辺の王たちのほとんどはマゼランに従ったが、改宗と服従を強要するためにセブ島対岸の小島マクタン島では町を焼くこともしている。このことでマクタン島民は反感をつのらせたようである。その後マゼランは4月27日マクタン島に突然出撃した。ピガフェッタによると、マクタン島の王の一人ズラは「マゼランの要求に従う気はあるが、もう一人の王ラプ＝ラプが従わないので困っている。小艇に兵を満載して救援に来てほしい」と伝えてきたからだとしている。これを聞いたマゼランはラプ＝ラプ王を従わせようと3隻の小艇に60名の兵を乗せてマクタン島に乗り込んだのだが、ラプ＝ラプ王は既にこれを察知しており、60名の内11名を小艇の警護に残して上陸したマゼランの49人に対して1500人の軍勢を配置していた。しかしマゼランは圧倒的に多数の敵を前にして部下に
と演説し、寡兵にもかかわらず戦闘に突入。しかし、30倍の数の敵に対しマゼランの兵はやがて敗走、マゼランの周りにはピガフェッタやエンリケを含め6から8人ほどが踏みとどまって戦うだけになる。多勢のラプ＝ラプ王の兵の竹槍はマゼランたちの甲冑に通じず戦いは1時間に及んだが、ラプ＝ラプ勢は防具をつけていない足に攻撃を集中し始め、遂にマゼランは戦死する。

## マゼランの死後

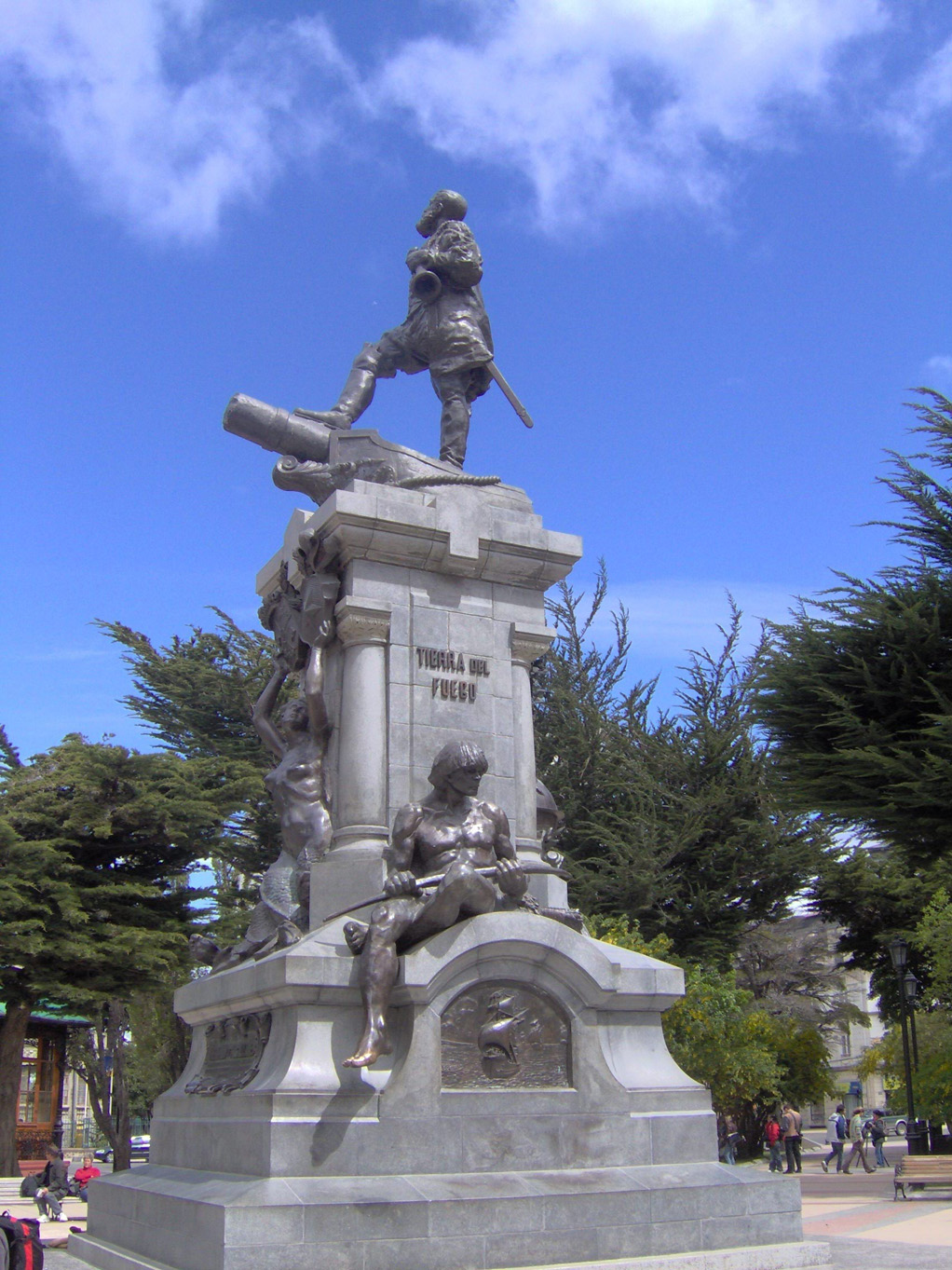
チリ・マゼラン海峡の町プンタ・アレーナスにあるマゼラン像

マゼランの死後、艦隊はマゼランの親族に当たる者を後継の指揮官にしていたが、後継の指揮官を含め艦隊幹部多数がセブ王に殺される。

アントニオ・ピガフェッタの記録やトランシルヴァーノの調書によれば、マゼランの死後、負傷したエンリケは通訳の仕事を放棄して艦内で横になっていた。マゼランの後を継いだ艦隊の指揮官は仕事を放棄しているエンリケを
と脅し、エンリケはセブ王の元に使わされた。
戻ってきたエンリケは艦隊首脳に「セブ王が宴会へ招待」の報をもたらしたが、宴会に出席した艦隊首脳24人のほとんどが殺されることとなってしまった。ピガフェッタや同行の乗組員の推測ではエンリケがセブ王と謀って、マゼランの遺書ではエンリケはマゼランの死後には解放されるはずなのに遺書を無視して自分の解放を認めようとしなかったマゼランの後継者に復讐を遂げたのだとされている。その後のエンリケの消息は分かっていない。
大幅に人員が減り3隻の運行が難しくなった艦隊はコンセプシオン号を破棄、残るトリニダード号とビクトリア号は迷走しながらも1521年11月8日香料諸島にたどり着く。香料諸島では王の厚遇を得て大量の丁子(クローブ)を積むが、丁子を積みすぎてトリニダード号は浸水。艦隊は修理に取り掛かったトリニダード号を香料諸島に残し（4ヶ月後に修理がかなったトリニダード号だが結局はポルトガルに拘束され、3年後に乗組員のうち4人が帰国するのみである）、フアン・セバスティアン・エルカーノを船長としてビクトリア号1隻60人の人数で香料諸島を出発する。ポルトガルの勢力圏内で途中の港に立ち寄れないスペイン船ビクトリア号は壊血病と栄養失調で多くの死者を出しながらも1522年9月6日スペインに帰国する。スペイン帰国時の乗組員は21名、内3人は途中で乗せたマレー人なので、出発時約270人の乗組員のうち世界周航を達成できたのはエルカーノや艦隊の記録を書いたピガフェッタら18人だけであった。ほぼ3年にわたる航海であった。
なお、ピガフェッタは出航以来毎日欠かさず日記を付けているが、ビクトリア号が世界一周達成を目前にアフリカの西にあるヴェルデ岬諸島に立ち寄ったとき、ピガフェッタの日記では水曜日であるはずがヴェルデ岬諸島では木曜日であることを知り大変驚いている。21世紀の現代人にとっては地球を西回りに1周すれば日付が1日遅れるのは当たり前であるが、人類初の世界一周の記録者ピガフェッタは地球一周による日付のずれを実感した最初の人間になったのである。

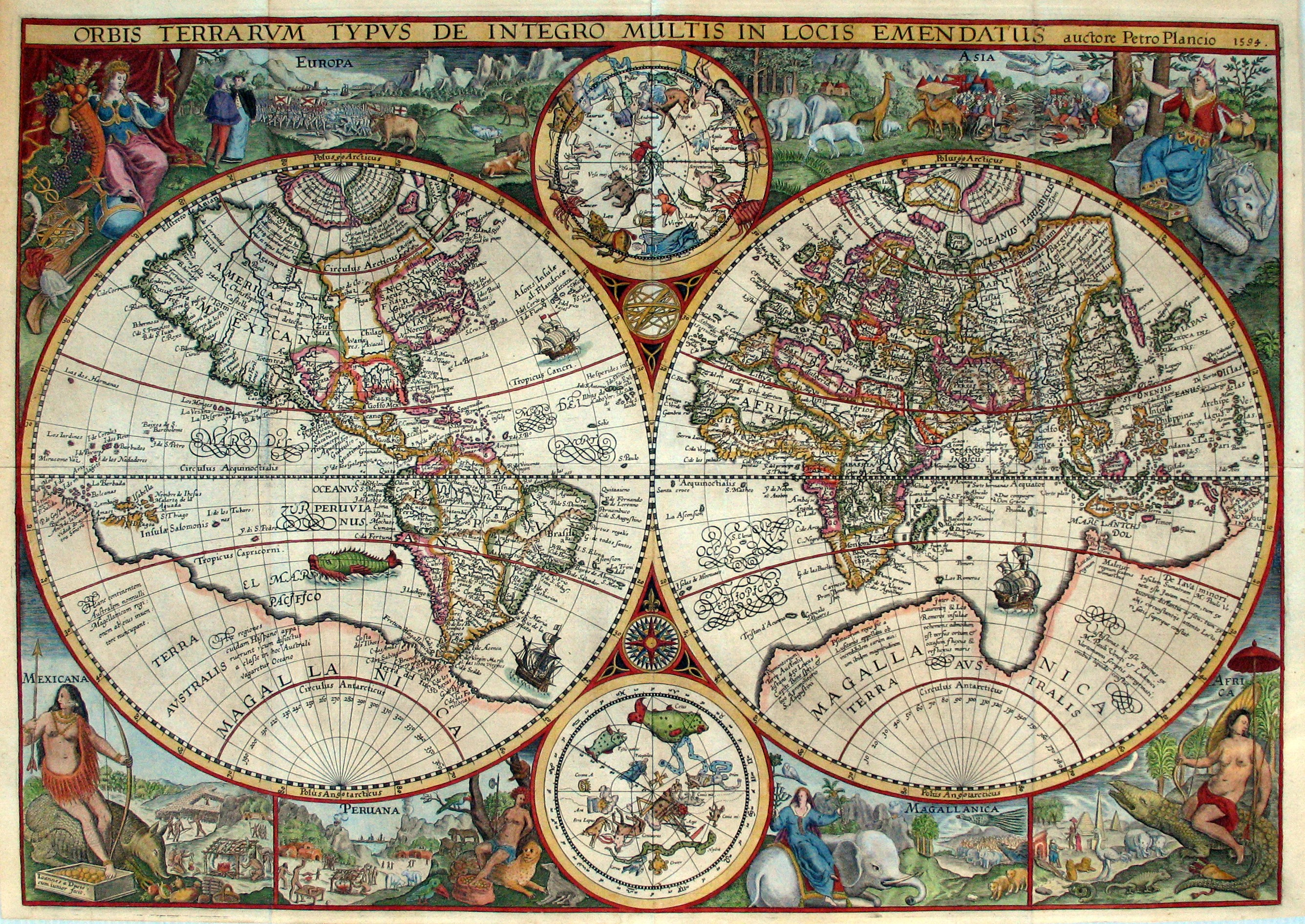
1594年に作成された地図。架空の大南極大陸がMAGALLANICAと名付けられている。

その後、スペインは上流貴族ガルシア・ホフレ・デ・ロアイサを名目上の指揮官、マゼラン艦隊での最終的な指揮官エルカーノを実質上の指揮官にした西回りでの第二の艦隊を送り出すがロアイサの艦隊はマゼラン艦隊以上の損失を出し失敗。ロアイサもエルカーノも太平洋上で死んでしまう。その後も西回りで送り出すスペインの艦隊はことごとく失敗。マゼランが発見した西回り航路は危険が大きすぎるためにポルトガルへ売却されることになり、ポルトガルも西回りでの航海には興味は持たず、結局はヨーロッパから西回りでの香料貿易ルートは閉ざされることになる。こうしてマゼランが開拓しようとした西回りでのアジア航路は失敗に終った。しかしマゼランの功績は世界史的な意味では、大洋としての太平洋を発見し（海洋の存在はバルボアが発見したが、バルボアは太平洋が大洋であることは認識しておらず、見つけた海の名もMar del Sur「南の海」としている。）、地球の大きさを直接に認識（間接的にはエラトステネス以来の測定があった）し世界に指し示したことだと考えられている。
ヨーロッパ人に伝わる伝説ではマゼラン海峡で南米大陸から分かたれたフエゴ島は、南半球に広がる仮説上の「未知の南方大陸」の一部とみなされた。フエゴ島、オーストラリア、南極大陸を包括した架空の大南極大陸は、Terra Australiaと呼ばれることも多いが、メガラニカ(MAGALLANICA)と呼ばれることもある。

## 大航海時代の船旅
マゼランの時代の航海は現代の船旅のように快適ではなかった。大航海時代の船旅は、まず食べ物は前述のように航海用ビスケット（堅パン）と塩漬の肉や魚が主であり、他には各種の豆類、干しぶどう、干しイチジク、米、蜂蜜、ナッツ、小麦粉、チーズなどを食していた。船には簡単なかまどがあり、海が穏やかであれば暖かいものも食べることはできたが、新鮮な野菜や肉は無くあまり美味しいものではなかった。それは塩漬肉を豆や米などと共に煮込んだようなもので、マゼランの航海の50年後のスペイン人航海者エウヘニオ・デ・サラサールは「腐っているかのような、未開人のシチューのような味がした-引用　-ドルネー(1992)p.179」と形容している。しかし、海が荒れるとそれすらも食べられなくなる。堅パンや穀類、チーズは日が経つと蛆やコクゾウムシが湧き、塩漬肉は悪臭を放つ。ピガフェッタもネズミや虫に彼らのビスケットを食い荒されている様を記述している。ただし、船上では魚釣りが盛んに行われ、釣り上げた魚は貴重な生鮮食品であった。マゼランらはパタゴニアではペンギンやアザラシも捕り、とくにペンギンは大量に捕まえ食料にしていた。コロンブスの航海のように1ヶ月強の航海であるならばともかく、バスコ・ダ・ガマやマゼラン、フランシス・ドレークらのように数ヶ月も寄港しない航海者達は壊血病に苦しむことになり、この時代の船員の死亡率は非常に高かった。主食が堅パンや塩漬の肉のようなものであるにもかかわらず、船では真水は貴重であり、トマス・デ・ラ・トルレという司祭が1544年の航海について記した記録では、1日に約1リットルしか配分されなかったとしている。
マゼランの艦隊は、太平洋の真ん中で食料が尽き、訪れた上陸先で手に入るもので間に合わせるしかなくなった。彼らの寄港地はパタゴニア以外はほとんどは熱帯であり、食料は豊富であったが、保存がきく食べ物は米くらいしかなく、アジアから喜望峰経由で帰国するインド洋と大西洋の航海ではピガフェッタらのビクトリア号の食料は米ばかりであった。その米も途中で尽き香料諸島を出発した時には60人いたビクトリア号の乗組員だが、半数以上は航海途中で壊血病と栄養失調で死んでいる。
船室について、船長や副長など指揮官クラスは船室を与えられていたが、一般の乗組員には特に乗組員用の船室はなく、暖かいときは甲板で、寒いときには荷物を積んだ船倉で荷物の間にスペースを見つけて休んでいたらしい木造の船で各種の荷物を満載した船では油虫やネズミも発生する。体を洗う設備もなく、海水を汲み上げて体や衣服を洗っていたが、着替えが沢山あるわけでもなく、石鹸も無い環境ではシラミに悩まされ、悪臭が常にまとわり付いていたと思われている。
トイレについて、大航海時代の船には特にトイレはなかった。排泄は舷側から海上に張り出した箱のようなものを使用していたが、その箱は真ん中が抜けていて真下は海である。直接、海に落とすわけである。しかし小さな船ではそれさえなく、ロープにつかまり舷側から尻を海側に突き出して排泄したらしい。嵐の中では海上に張り出した底の抜けたような箱を使ったり、ロープにつかまって尻を海上に突き出すような排泄はできず、船倉は悪臭が漂うことになる。
航海中の勤務は3交代、日の出から日没まで、日没から夜半まで、夜半から日の出までの3組に分かれて勤務に就いた。また、長期間の航海で傷んだ船は、陸に引き上げ横倒しにして船底の保守も必要であった。

## マゼランの記録
マゼランの業績について語る一次史料は多くはないが以下の物が主だった記録である。
アントニオ・ピガフェッタ『最初の世界周航の報告書』
マゼラン艦隊に同行したイタリア人ヴェネツィア共和国ヴィチェンツァの貴族ピガフェッタによるもの。帰国後ローマ法王の薦めもありマゼラン艦隊の記録を書く。これが改竄を受けながらもヨーロッパ中で発行され広く読まれたものと思われている。後年の伝記作家や研究者はピガフェッタの記録を中心にマゼランの航海を考察している。ピガフェッタの記録は岩波文庫2011年、や岩波書店、大航海時代叢書『航海の記録』1965年などが和訳全文を刊行し、2011年岩波文庫版で240ページほどの記録である。
トランシルヴァーノの調書
スペイン王の秘書トランシルヴァーノが航海直後、フアン・セバスティアン・エルカーノら乗組員3名からの聞き取り調査をまとめたもの。マゼラン寄りのピガフェッタがマゼランとスペイン人の対立に関しては言葉を濁しているのに比べ、パタゴニアでは反乱側であったエルカーノではあるが、トランシルヴァーノの調書は反乱に関しては赤裸々に書いている。トランシルヴァーノの調書も岩波文庫2011年でピガフェッタの記録とあわせて和訳刊行されており、2011年岩波文庫版で78ページの記録である。
アルボの航海日記
アルボはビクトリア号の航海長:航海日記であるだけに客観的な記録である。航路などのデータに関してはピガフェッタより信頼されている。
セビリアのインディアス総合古文書館
インディアス総合古文書館には乗組員名簿や積荷のリスト、王の命令書、各種の公文書などマゼラン艦隊に関する公的な書類が多く残されている。

## 映像
- NHKEテレ　地球ドラマチック「マゼラン”世界一周”から500年「～いま明かされる光と影～」 (2022年9月3日放映)